# Astratotermes
Astratotermes es un género de termitas isópteras perteneciente a la familia Termitidae que tiene las siguientes especies:
1. Astratotermes aneristus
2. Astratotermes apocnetus
3. Astratotermes hilarus
4. Astratotermes mansuetus
5. Astratotermes pacatus
6. Astratotermes prosenus